# بریکاما
بریکاما (به لاتین: Brikama) یک منطقهٔ مسکونی در گامبیا است که در West Coast Division واقع شده‌است.

## خواهرخوانده
شهر Joal-Fadiouth خواهرخواندهٔ بریکاما هست.